# Las Torres (métro de Santiago)
Las Torres est une station de la ligne 4 du métro de Santiago. Elle est située à la limite entre les communes de Peñalolén et Macul, à proximité de Santiago au Chili.

## Situation sur le réseau

Plan du métro.

Établie en surface, Las Torres, est une station de passage de la ligne 4 du métro de Santiago. Elle est située entre la station Quilín, en direction du terminus nord Tobalaba, et la station Macul, en direction du terminus sud Plaza de Puente Alto.

## Histoire
La station Las Torres est mise en service le 2 mars 2006. Elle est nommée en référence à l'avenue éponyme, qui porte ce nom à cause des pylônes placés sur la bande centrale de l'avenue).